# دارس قائد
دارس قائد  ممثل ومخرج يمني عرف بأدواره في بعض الأعمال الدراما المحلية ثم اتجه للإخراج

## أهم الأعمال
- مخرج مسلسل دار ما دار :عرض على قناة يمن شباب (2020)[1]
- مخرج فيلم القصير الهروب إلى الموت (2013) الحاصل على المركز الثالث في مهرجان اليمن للأفلام القصيرة [2]
- مخرج فيلم مشوار مهم الفائز بالمركز الأول في مسابقة الإبداع من قبل مكتب الأمم المتحدة لحقوق الإنسان في اليمن (2014)[3]
- ممثل في مسلسل طريق المدينة (2014)
- مقدم برنامج حكاوي رمضانية على قناة اليمن اليوم (2013)
- ممثل في مسلسل الفريق